# Pieter de Bersacques
Pieter de Bersacques of Pierre de Bersacques (1578-1626) was een telg uit een familie van landmeters. Hij werkte einde 16de en begin 17de eeuw in de kasselrij Kortrijk van de Zuiderse Nederlanden, waar hij onder meer kaarten en renteboeken opstelde.

## Levensloop
Pieter de Bersacques was afkomstig uit de streek van Kortrijk en werkte dan ook voornamelijk in de lokale kasselrij. Er zijn ook werken van hem bekend over Leuvense gebieden zoals het Groot Begijnhof en het kasteel van Arenberg . 
Hij vermeldde zichzelf als baljuw van de heerlijkheid ten Bulcke in het betreffende renteboek van 1618.
Zijn gezin had 6 kinderen: Jacques, Louis, Pierre, Corneille, Jean en Elisabeth. De zonen Jacques, Jean en Louis I de Bersacques werden ook landmeters.

## Bekende werken
- Aan het einde van de zestiende eeuw maakte Pierre de Bersacques de oudste bekende afbeelding van het Groot Begijnhof Leuven.[2]
- Het kasteel van Arenberg te Heverlee.
- 1596-1597 - Melsbroek en de Sint Michielskerk, een figuratieve pre-kadastrale kaart toont een vermoedelijk Romaans, volledig in natuursteen opgetrokken driebeukig kerkje.[3]
- 1597 - Een figuratieve kaart van de Demervallei.[4]
- De Sint-Pieterskerk te Langdorp aan de Demer.[5]
- 1618 - Rentebouck vande heerlichhede vanden Bulcke inde prochie van Reckem.[6]
- Figuratieve kaart van een leen in Bissegem in Kortrijk, dat aan het Franse Onze-Lieve-Vrouwkapittel van Sint-Omaars toebehoorde.[7]

## Galerij

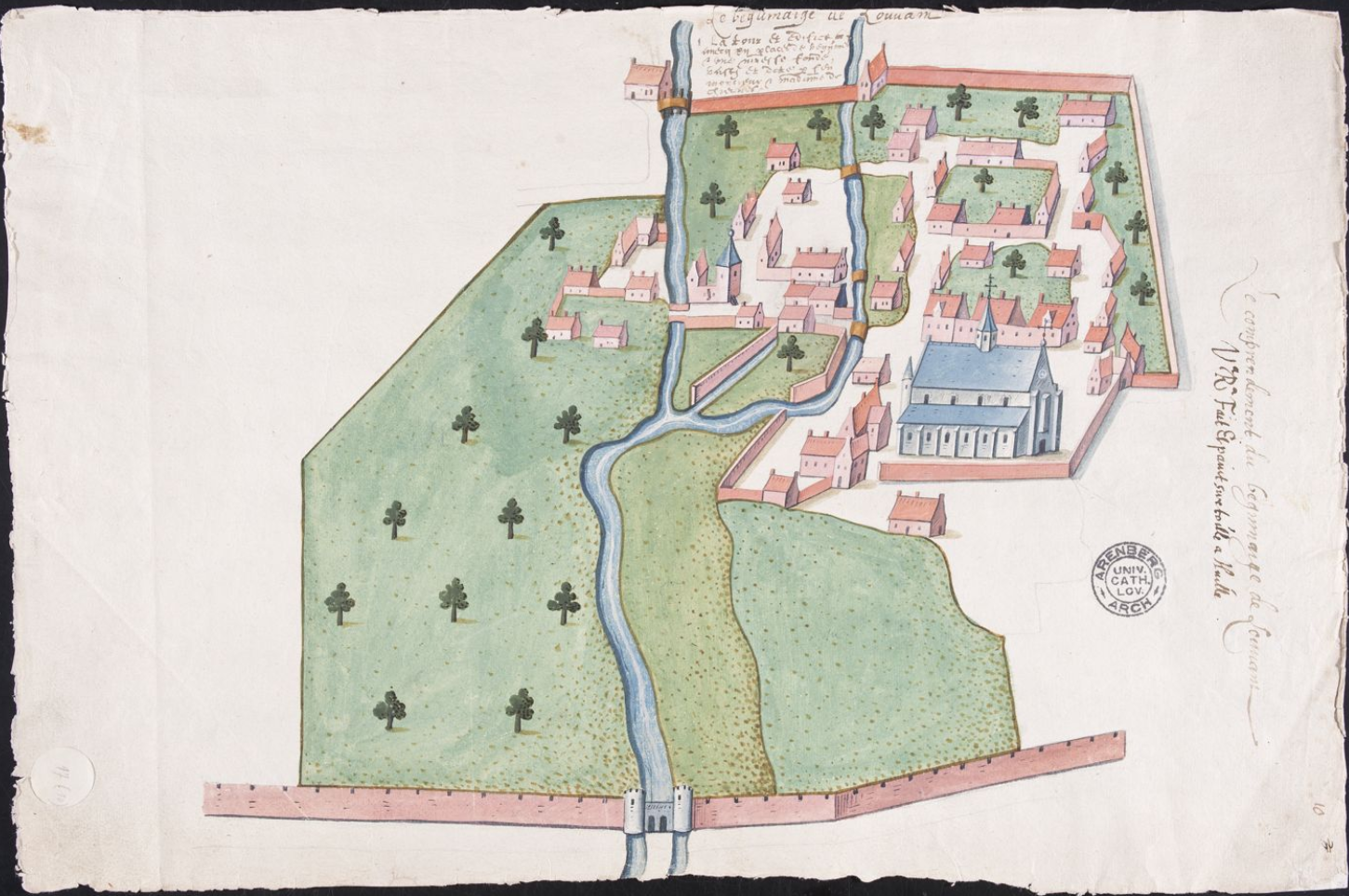
Groot Begijnhof te Leuven
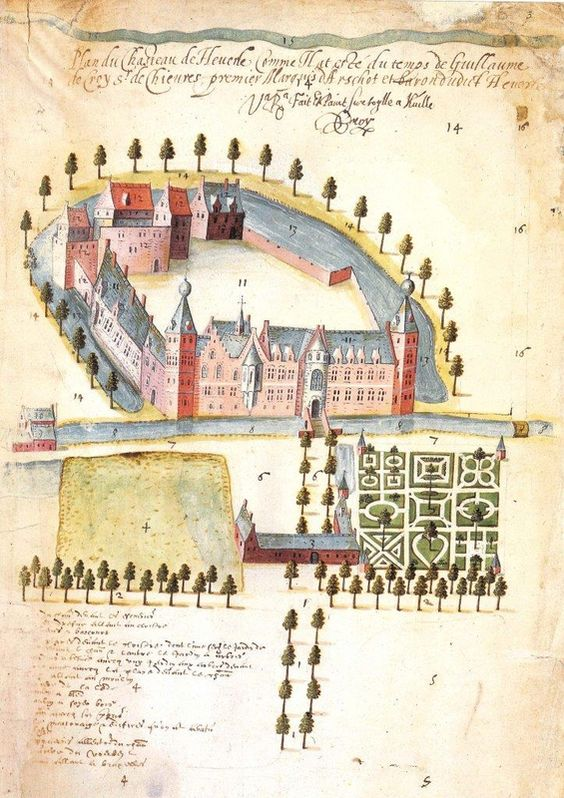
Kasteel van Arenberg te Heverlee
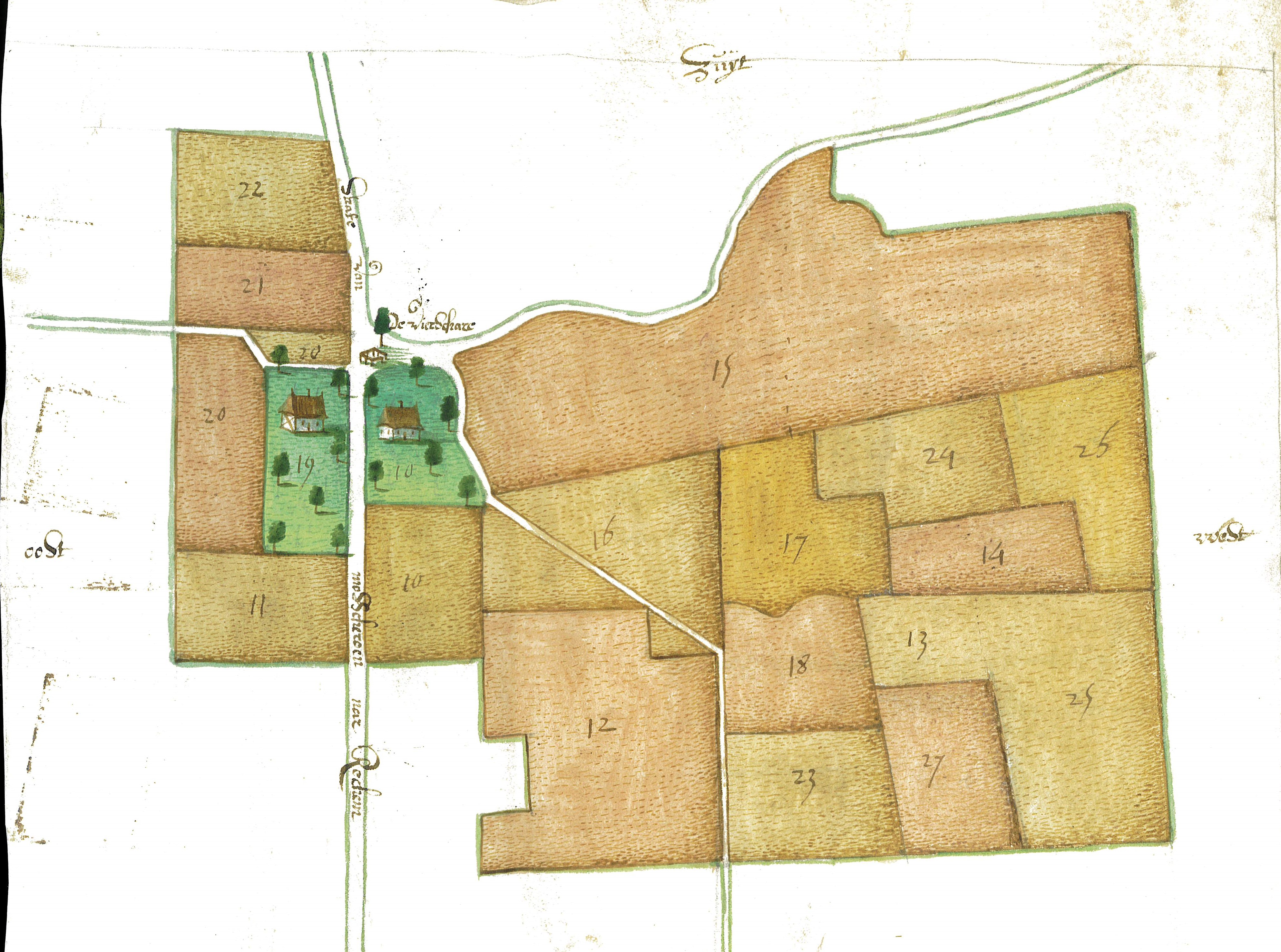
Heerlijkheid ten Bulcke met vierschaar